# خنگ (بیرجند)
خونگ شریف روستایی است در دهستان القورات از توابع بخش مرکزی شهرستان بیرجند، واقع در استان خراسان جنوبی که بر پایه سرشماری عمومی نفوس و مسکن در سال ۱۳۹۵ جمعیت این روستا ۳۵۳ نفر (در ۱۲۸ خانوار) بوده‌است.